# Grbaljski zakonik
Grbaljski zakonik – Statut napisan je 1427. godine na dan svetog Demetrija, u pravoslavnom samostanu Podlastva u Grblju (danas Crna Gora). Ima 126 člana i 42 potpisnika. Njime se uređuje tadašnji društveni život.
1. član određuje kaznu za ženu koja bi preljubom prevarila muža. Muž bi je otpustio iz braka odsječene kose, odsječenog nosa i s jednim odsječenim uhom. 15. član spominje dečka i djevojku, a djevojku pod nazivom mladica. Stariji nazivi su bili i momak i moma, od kojih su i mladica i moma nestali u korist riječi djevojka. Ako bi u vrijeme vjeridbe djevojka ostala trudna morali bi ih kamenovati. Mladića njegovo bratsvo a djevojku njezino. U 17., 49., 107. i 108. članu se tuđin spominje pod nazivom jabanac. 24. član ocu daje pravo da vjeri sina ili kćerku i bez obveze da ih o tome pita. Ako bi se protivili može ih ostaviti bez imanja. 27. član spominje riječ kanali kao konali, od čega je nastalo i Konavle. 28. član zabranjuje sađenje voćki iznad tuđe bašče, da mu hlad zemlji čini. Ako bi usadio, sve što bi s voćke palo u tuđu zemlju, pripada onome čija je zemlja, osim maslina. 29. član brani da seljanin sjedi u zboru među ljudima, ako između svoje 20. i 30. godine nije zasadio 50 maslina i sebi stekao oružje.
31. članom se određuju kazne svećeniku ili đaku za lažno napisanu oporuku. Svećeniku bi se oduzela župa, a đaku odsjekla ruka. 39. član daje pravo Grbljaninu kojem je izgorila kuća da u sve 4 knežine u svakoj kući traži i dobije određenu pomoć. 43. član spominje riječ obranu, kako se danas koristi u Hrvatskoj, a ne odbranu, kako se govori u Srbiji. 46. član spominje ledinu pod rječju meteh. Iako je riječ metoh grčka i znači crkvenu imovinu, meteh je značilo ledinu. 49. članom se kažnjava onaj ko bi baštinu prodao tuđinu, jabancu, a ne bi htio Grbljaninu. Ako bi mu oteli novac knežina je imala pravo taj novac izjesti i popiti. 50. član kaže da ako domaćin ili kućanica kuće umre, da im se ima činiti karitad tj. da jedu i piju žitelji cijelog sela. Riječ karitad je u vezi s karitas. 51. oporuka bi se čitala na karitadi tj. po ručku. 54. član kažnjava, globom od 50 cekina knežini, one koji otimaju, grabe djevojke. Grabljenje djevojaka za udaju i bez dozvole roditelja je u starija vremena bila česta praksa, ali je vremenom kažnjavana i iskorjenjivana. 59. član kaže da u svjedočenju ili kleveti tri žene vrijede kao svjedočenje jednog čovjeka, a svojti da se nema nipošto vjerovati u ova dva posla. 60. član kaže da se u kleveti i svjedodžbi nema što vjerovati ni kumovima, pobratimima, soihljebnicima (tj. najvećim prijateljima).
61. član spominje riječ ujam od brašna. Ujam od brašna daje onaj čije je žito, gospodaru od mlina na svako 100 stara sedam. Ujam je količina brašna koju vodeničar uzima od pomeljara za usluge mljevenja; za kukuruz je iznosio 5 %, za pšenicu 6 %, a za ječam ili zob 1 %. Selo Ujmište u današnjoj Albaniji nosi naziv od te riječi. 68. član pokazuje da su se žene na cesti, ako bi srele muškarca, morale njemu sklanjati s puta i to s lijeve strane. Ako bi to žena ignorirala bila bi ukorena pred narodom. 69. član nalaže da žena prekine i rad, da se pokloni muškarcu koji prolazi. 70. muškarac ako sretne svećenika mora mu poljubiti ruku, a (71.) žene i djevojke, isto, trebaju ljubiti ruku svakome muškarcu koji bi počeo nositi oružje. 75. član spominje mokro t.j. kršteno kumstvo. Koji Grbljanin bi ga se odrekao, Grblju bi plaćao 50 cekina kao odmetnik od Boga i Svetog Ivana. 76. član spominje suho, vjenčano ili šišano kumstvo. 79. član kažnjava djevojku koja bi udavila svoju bebu ili abortirala – otrovala u stomaku, s globom za pola mrtve glave t.j. 60 cekina. 80. i 81. član uređuju prava i obveze ljudi prema svećeniku i svećenika prema ljudima. 82. član uređuje nošenje križeva na procesijama oko svojih zemalja. Zabranjuje prelazak u tuđa sela bez dozvole tih seljana. 83. član obvezuje domaćine kuće da pri prolasku crkvene procesije pred kućom, narod ponudi vinom. 88. član uređuje pravila oko travnine u zimskim mjesecima. Iz Crne Gore, t.j. zimi, hladnijih krajeva, bi se stoka selila u Primorje na ispašu i za to bi vlasnicima livada plaćali travarinu. 90. član regulira kaznu za izdajnike. Ako bi koji primio mito od neprijatelja, sve bi mu se oduzelo što ima, i Grbljani bi od tog novca sve potrošili na hranu i piće.
94. član nalaže da svaki mrtvac prije pogreba prenoći u kući. 95. član određuje da mrtvoga do crkve nose četvorica najbližih, a u grob ukopavaju dvojica najbližih. 97. član nalaže da ljude bez ikoga svoga, siraka ili sirotu, kada umru, pokopa selo o svom trošku. 98. članom se vidi tadašnji odnos prema Romima. Smatralo se nepristojnim da se Ciganin ukopa pored crkve, tj. u sjenu crkovnu, gdje su ostali kršćani, no u blizini posvećenoga mjesta. 99. član nalaže obvezu novim nevjestama u selu, koje bi udajom doselile u neko mjesto. Na Uskrs su u crkvi morale sve darivati s nekoliko šaranih jaja i bocom rakije. 100. član velikim ukorom kažnjava kuće koje ne bi dale milostinje redovnicima iz tuđega samostana, koji bi došli da prose. Iz ovog člana se vidi da se Grbljanima zakonom nameće šira narodno-crkvena svijest od usko plemenske svijesti, pa se ne pomažu samo njihovi samostani no i oni van Grblja. 101. član isto preporučuje pomoć siromahu koji prosi. Nebitno je da li je iz Grblja ili druge krajine. Slijepac bi milostinju zaradio ako ispjeva nekoliko riječi uz gusle. 106. član zabranjuje Grbljanima da napadaju ili vrijeđaju izvanjca čovjeka (stranca). 109. član kažnjava onoga tko bi opsovao kome vjeru, obraz, zakon, post i sl. Grbljani bi mu sve pojeli, popili i bilo bi mu zabranjeno sjediti u bratskoj skupćini. 110. članom se kažnjava žena odsjecanjem uha ili vrha nosa, da se po grdilu pozna, ako bi od muža iz kuće što ukrala ili prodala. 111. član određuje kaznu za isti prijestup, ali ako to ocu učini djetić ili djevojka. Čibukom bi ih išibao i izgrdio na seoskoj skupćini. 120. član nalaže vlasniku psa da je pas danju vezan, a noću pušten. Ako bi pas koga ujeo kazna je bila 6 cekina. 121. član sa 6 cekina kažnjava ubojstvo psa koji bi nekoga napao. Preporuka je da se pas udari, a ne i ubije. 122. član kori one koji bi, iako nisu bolesni, prekršili 4 višednevna posta. 123. članom se izbacuje iz crkve tko bi prestupio zavjet. Neki od zavjeta su bili da se cijeli dan ne jede ili da se petkom ne jede riba. 124. član nalaže obveze grbaljskih kuća prema samostanu svete Gospođe, a 125. član obveze samostana prema Grbljanima. Samostan je na Gospođin dan (Mala Gospa), morao sve goste častiti obilnim ručkom. 126. član govori da nakon samostanskog praznika, pri zalasku sunca, svi gosti idu kući, a koji nose pušku, kada krenu, da pucanjem iz puške zahvale, tj. odaju počast samostanu.